# Ріплі (Каліфорнія)
Ріплі (англ. Ripley) — переписна місцевість (CDP) в США, в окрузі Ріверсайд штату Каліфорнія. Населення — 538 осіб (2020).

## Географія
Ріплі розташоване за координатами 33°31′26″ пн. ш. 114°39′11″ зх. д. / 33.52389° пн. ш. 114.65306° зх. д. (33.523788, -114.652992).  За даними Бюро перепису населення США в 2010 році переписна місцевість мала площу 4,40 км², уся площа — суходіл.

## Демографія
Згідно з переписом 2010 року, у переписній місцевості мешкали 692 особи в 218 домогосподарствах у складі 176 родин. Густота населення становила 157 осіб/км².  Було 295 помешкань (67/км²).
Расовий склад населення:
| - 56,8 % — білих - 14,9 % — чорних або афроамериканців - 0,6 % — вихідців з тихоокеанських островів - 0,3 % — корінних американців - 0,1 % — азіатів - 23,8 % — осіб інших рас |

До двох чи більше рас належало 3,5 %. Частка іспаномовних становила 77,6 % від усіх жителів.
За віковим діапазоном населення розподілялося таким чином: 38,2 % — особи молодші 18 років, 52,6 % — особи у віці 18—64 років, 9,2 % — особи у віці 65 років та старші. Медіана віку мешканця становила 24,8 року. На 100 осіб жіночої статі у переписній місцевості припадало 98,3 чоловіків;  на 100 жінок у віці від 18 років та старших — 82,9 чоловіків також старших 18 років.
Середній дохід на одне домашнє господарство  становив 19 668 доларів США (медіана — 16 016), а середній дохід на одну сім'ю — 21 865 доларів (медіана — 21 607). За межею бідності перебувало 36,9 % осіб, у тому числі 44,8 % дітей у віці до 18 років та 28,4 % осіб у віці 65 років та старших.
Цивільне працевлаштоване населення становило 147 осіб. Основні галузі зайнятості: мистецтво, розваги та відпочинок — 36,7 %, сільське господарство, лісництво, риболовля — 36,1 %, науковці, спеціалісти, менеджери — 10,2 %, освіта, охорона здоров'я та соціальна допомога — 6,1 %.